# Ноћне звери
Ноћне звери (енгл. Nocturnal Animals) је амерички неоноар трилер филм из 2016. године редитеља и сценаристе Тома Форда на основу романа Тони и Сузан аутора Аустина Рајта из 1993. године. Продуценти филма су Том Форд и Роберт Салерно. Музику је компоновао Абел Корзениовски.
Глумачку екипу чине Ејми Адамс, Џејк Џиленхол, Мајкл Шенон, Арон Џонсон, Ајла Фишер, Арми Хамер, Лора Лини, Андреа Рајзборо и Мајкл Шин. Светска премијера филма је била одржана 18. новембра 2016. у Сједињеним Америчким Државама.
Буџет филма је износио 22 500 000 долара, а зарада од филма је 30 700 000 долара.

## Радња
Сузан Мороу (Ејми Адамс), галеристкиња из Лос Анђелеса, живи невероватно привилегованим, али неиспуњеним животом са својим мужем Хатоном Мороуом (Арми Хамер). Једног викенда, кад Хатон оде на једно од својих честих пословних путовања, Сузан ће добити неочекивани пакет у ком се налази роман Ноћне звери који је написао њен бивши муж Едвард Шефилд (Џејк Џиленхол), с којим није имала контакт годинама. Едвард у пропратном писму охрабрује Сузан да прочита његов рад и да га контактира кад он буде дошао у град. Сама ноћу у кревету, Сузан почиње да га чита. Роман је посвећен њој...
...али његов садржај је насилан и поражавајући. Док Сузан чита, она је дубоко дирнута Едвардовим стилом писања, толико да не може а да се не сети најприватнијих момената своје љубавне приче са аутором. Покушавајући да сагледа дубоко у себе изван шљаштеће фасаде њеног живота и каријере коју је створила, Сузан све више доживљава ову књигу као причу о освети, причу која је тера да преиспита изборе које је донела и поново распламса љубав за коју се плашила да је изгубљена. За све то време прича достиже кулминацију у којој ће доћи до схватања која ће дефинисати и јунакињу романа и њу саму.

## Улоге
| Глумац          | Улога           |
| --------------- | --------------- |
| Ејми Адамс      | Сузан Мороу     |
| Џејк Џиленхол   | Едвард Шефилд   |
| Мајкл Шенон     | Боби Андес      |
| Арон Џонсон     | Реј Маркус      |
| Ајла Фишер      | Лаура Хастингс  |
| Арми Хамер      | Хатон Мороу     |
| Лора Лини       | Ана Сатон       |
| Андреа Рајзборо | Алеша Холт      |
| Мајкл Шин       | Карлос Холт     |
| Грејем Бекел    | поручник Грејвс |